# Nava del Rey
Nava del Rey es un municipio y localidad española de la provincia de Valladolid, en la comunidad autónoma de Castilla y León. Cuenta con una población de 1925 habitantes (INE 2024). El término municipal, situado en el suroeste de la provincia, supera los 126 km², en su mayor parte dedicados a cultivos de secano, aunque hasta finales del siglo XIX el viñedo fue su motor económico. Nava del Rey tiene el título honorífico de ciudad. Hoy el municipio cuenta con diversos establecimientos de ocio, una tonelería tradicional en funcionamiento, bodegas, un colegio público, una piscina y zonas deportivas públicas.

## Geografía

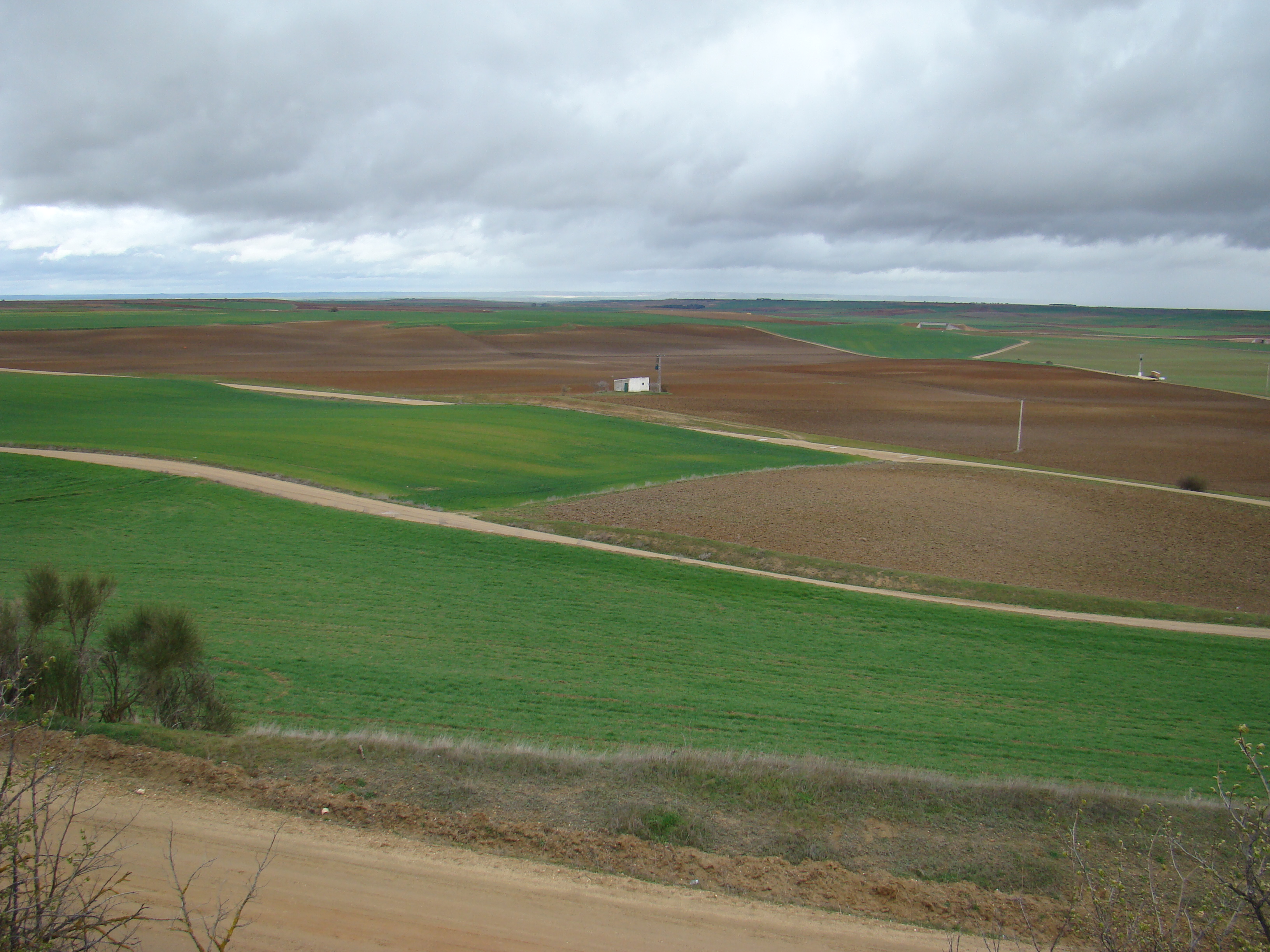
Campos de cultivo

Integrado en la comarca de Tierra del Vino de la provincia de Valladolid, se sitúa a 56 kilómetros de la capital provincial. El término municipal está atravesado por la Autovía de Castilla A-62 entre los pK 169 y 171, además de por la carretera N-620, por la carretera autonómica CL-602, que permite la comunicación con Medina del Campo y Alaejos, y otras carreteras locales que la conectan con Rueda y Castrejón de Trabancos.   
El relieve del municipio forma uno de los parajes más característicos de la meseta, una extensa llanura con pequeñas elevaciones dispersas. La altitud del municipio oscila entre los 801 metros, en un cerro cercano al pueblo en el que se levanta una ermita, y los 681 metros cerca del Canal de Pollos. El pueblo se alza a 744 metros sobre el nivel del mar. El río Trabancos tiene un corto recorrido por el territorio.   
| Noroeste: Pollos                           | Norte: Pollos y Tordesillas    | Noreste: Rueda                     |
| Oeste: Siete Iglesias de Trabancos         |                                | Este: Rueda y Villaverde de Medina |
| Suroeste: Alaejos y Castrejón de Trabancos | Sur: Nueva Villa de las Torres | Sureste: Villaverde de Medina      |

## Historia

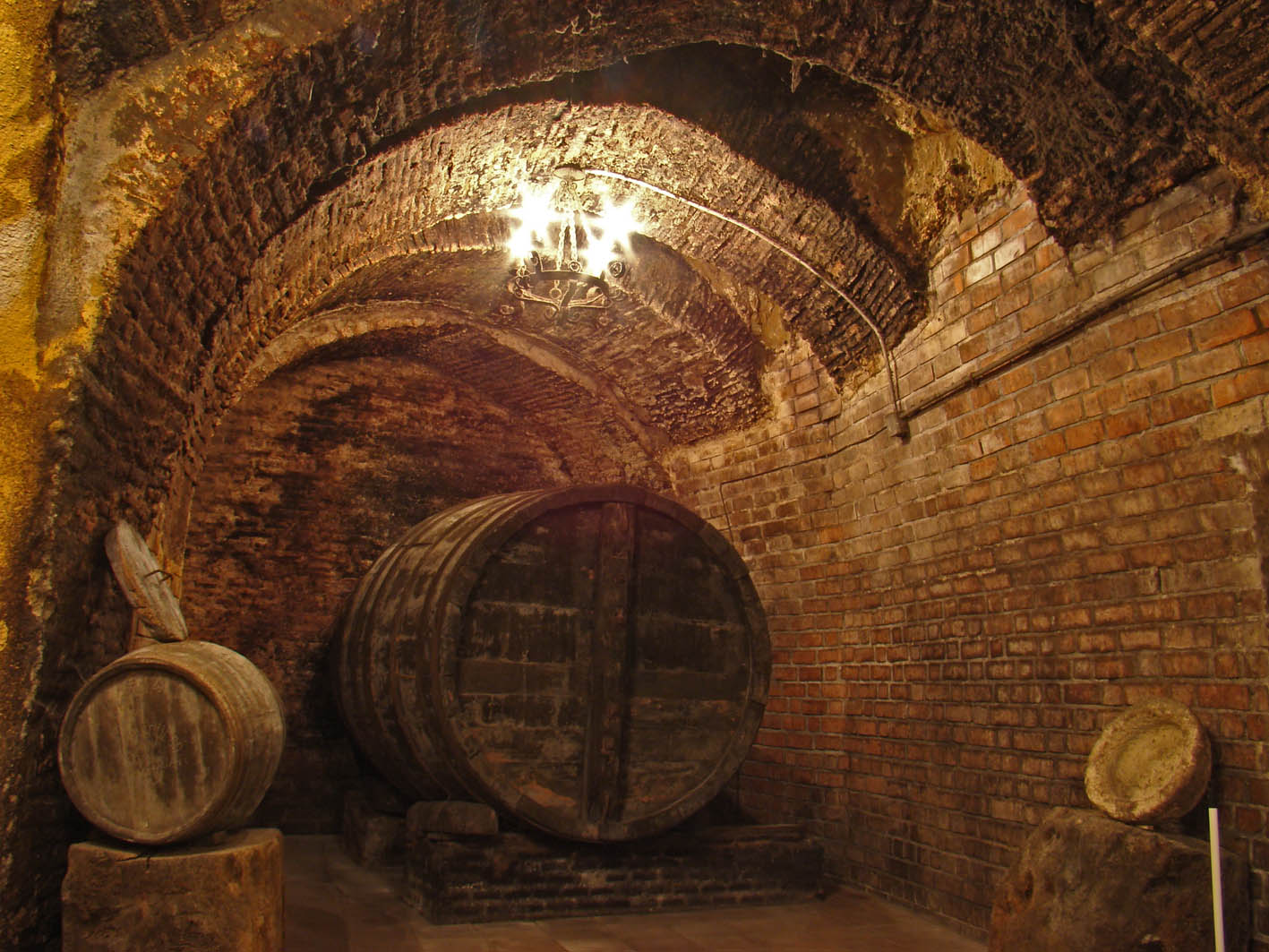
Bodega en Nava del Rey, año 2011.

La localidad surgió durante la repoblación cristiana del siglo XII como Nava de Medina, ligada y subordinada a la Comunidad de Villa y Tierra de Medina del Campo. En 1560 se eximió de la jurisdicción Medina del Campo, pasando de aldea a villa y llamándose desde entonces Nava del Rey. A lo largo de los siglos roturó sus montes y amplió el terreno cultivable que, en gran proporción, fue destinado a viñedo. Así, el vino se convertirá en su principal motor económico durante el siglo XVIII, cuya huella puede observarse en el rico patrimonio artístico de la localidad, así como sus numerosas bodegas subterráneas, algunas de las cuales pueden visitarse hoy en día. En 1833 pasó a ser cabeza del homónimo partido judicial y en 1864 llegó el ferrocarril, que fue fundamental en el comercio durante el siglo siguiente. 
En 1877 el rey Alfonso XII le otorgó el título de ciudad. Juan Vázquez de Mella dijo de ella que por el número de carlistas que nacieron allí se la conocía como la Estella de Castilla. A finales del siglo XIX, la plaga de filoxera motivó la crisis del sector vinícola y por extensión de la propia localidad. Desde 1980 el vino de Nava pertenece a la Denominación de Origen de Rueda.

## Geografía humana

### Demografía
Cuenta con una población de 1925 habitantes (INE 2024).
| Gráfica de evolución demográfica de Nava del Rey entre 1842 y 2021                                                    |
| |
| Población de derecho según los censos de población del INE. Población de hecho según los censos de población del INE. |

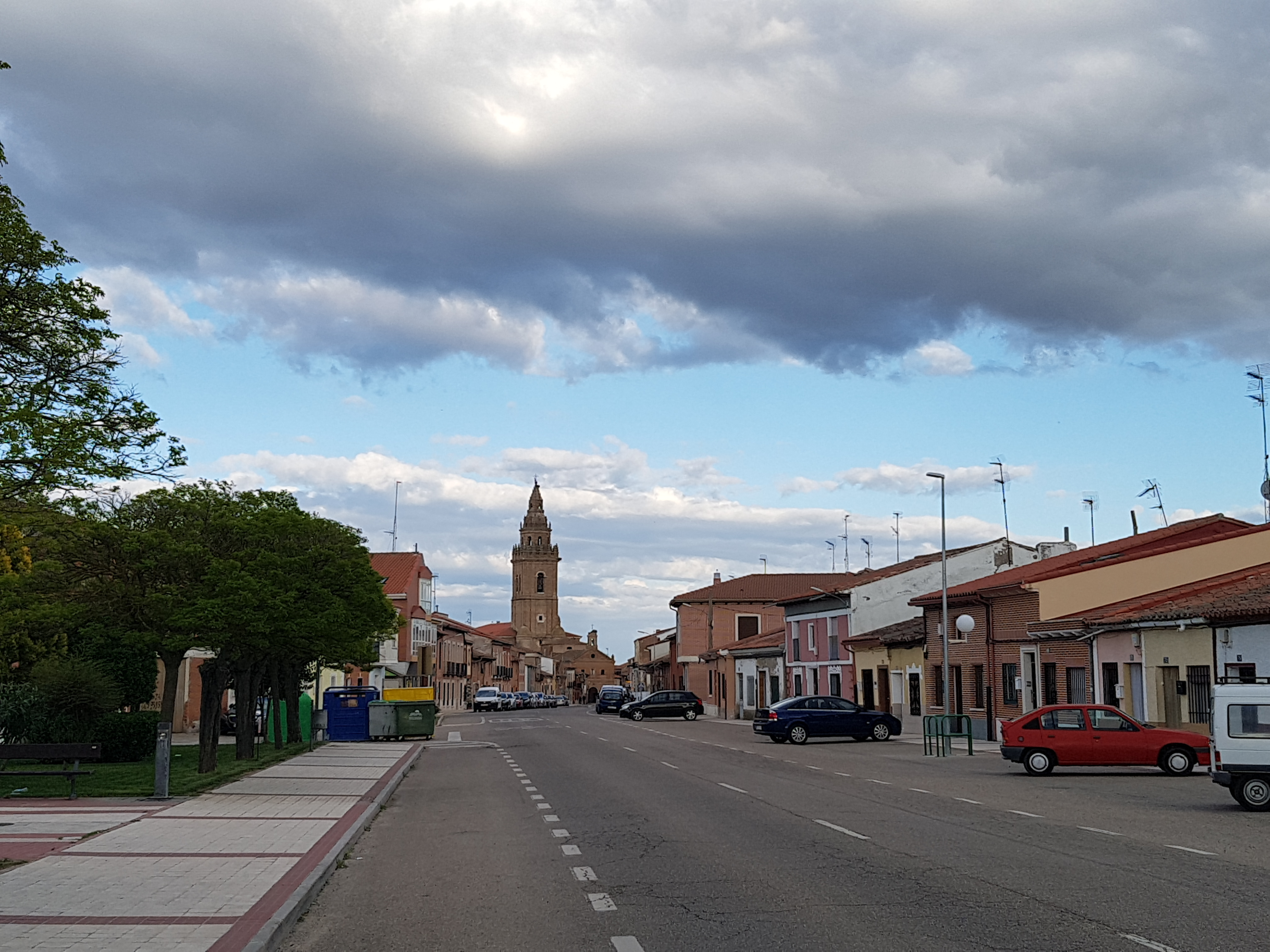
Vista general

En la siguiente tabla se muestra la evolución del número de habitantes entre 1996 y 2015 según datos del INE. 
Como muchos de los pueblos de la zona, dado el éxodo rural del pasado siglo y los movimientos de población a lugares con industria, Nava ha visto disminuir su población; si bien en el verano esta crece considerablemente.  
| 2310                      | 2287 | 2287 | 2267 | 2237 | 2198 | 2144 | 2127 | 2110 | 2179 | 2125 | 1986 | 1951 |
| (Fuente: INE [Consultar]) |      |      |      |      |      |      |      |      |      |      |      |      |

NOTA: La cifra de 1996 está referida a 1 de mayo y el resto a 1 de enero.

## Administración y política
| Periodo   | Nombre                       | Partido                    |
| --------- | ---------------------------- | -------------------------- |

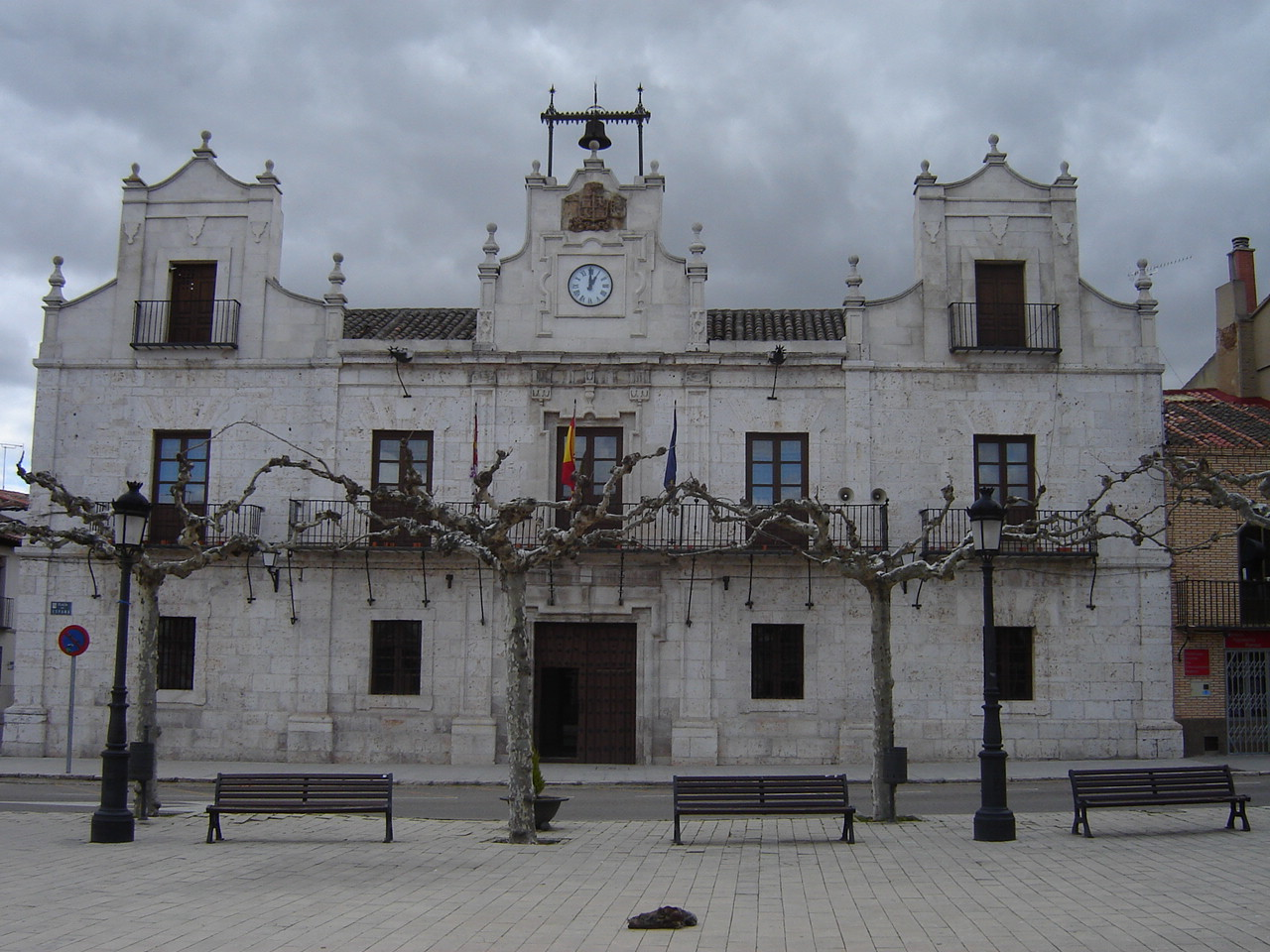
Fachada del ayuntamiento

| 1979-1983 | Miguel Ángel García Ripollés | Alianza Popular - PDP y UL |
| 1983-1987 | Juan Antonio García Calvo    | PSOE                       |
| 1987-1991 | Juan Antonio García Calvo    | PSOE                       |
| 1991-1995 | Juan Antonio García Calvo    | PSOE                       |
| 1995-1999 | Juan Antonio García Calvo    | PSOE                       |
| 1999-2003 | Juan Antonio García Calvo    | PSOE                       |
| 2003-2007 | Juan Antonio García Calvo    | PSOE                       |
| 2007-2011 | Cirilo Moro García           | PSOE                       |
| 2011-2015 | Guzmán Gómez Alonso          | Partido Popular            |
| 2015-2019 | Guzmán Gómez Alonso          | Partido Popular            |
| 2019-2023 | Blanca Martín Gónzalez       | Partido Popular            |
| 2023-act. | Denís Vázquez Castreño       | Partido Popular            |

## Patrimonio histórico-artístico
- Iglesia de los Santos Juanes.

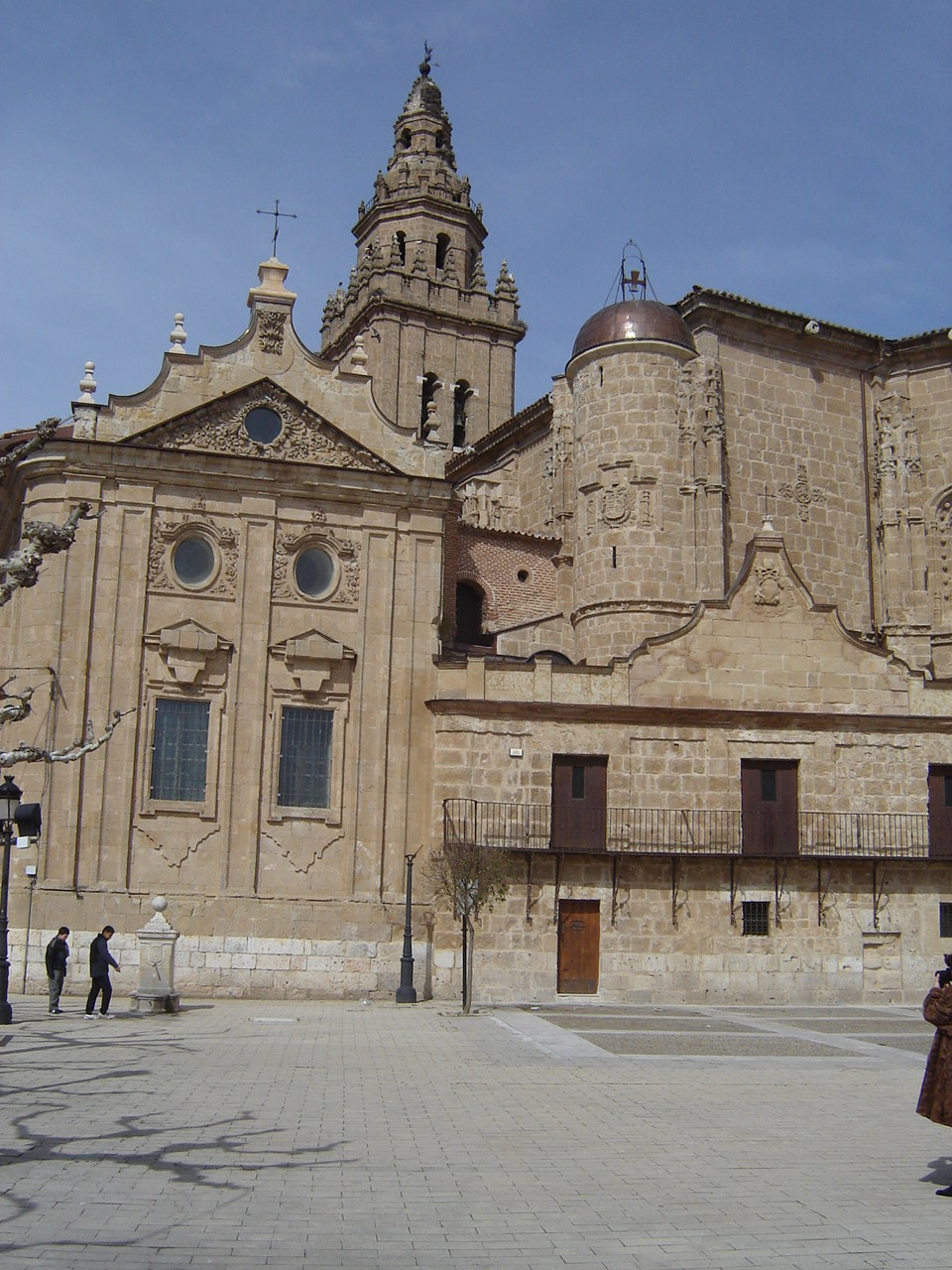
Iglesia de los Santos Juanes

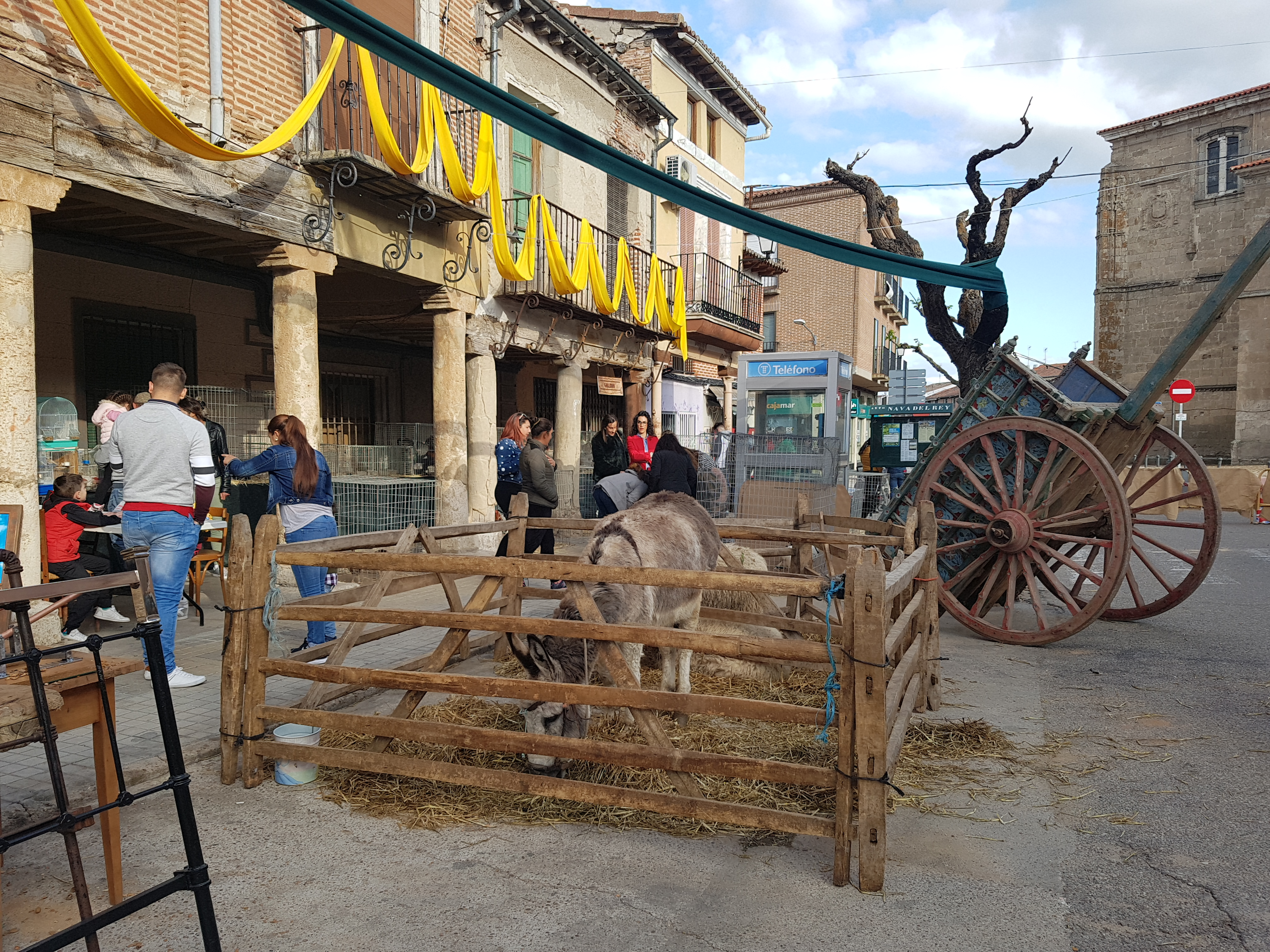
V Feria de los Oficios y Mercado Castellano de Nava del Rey

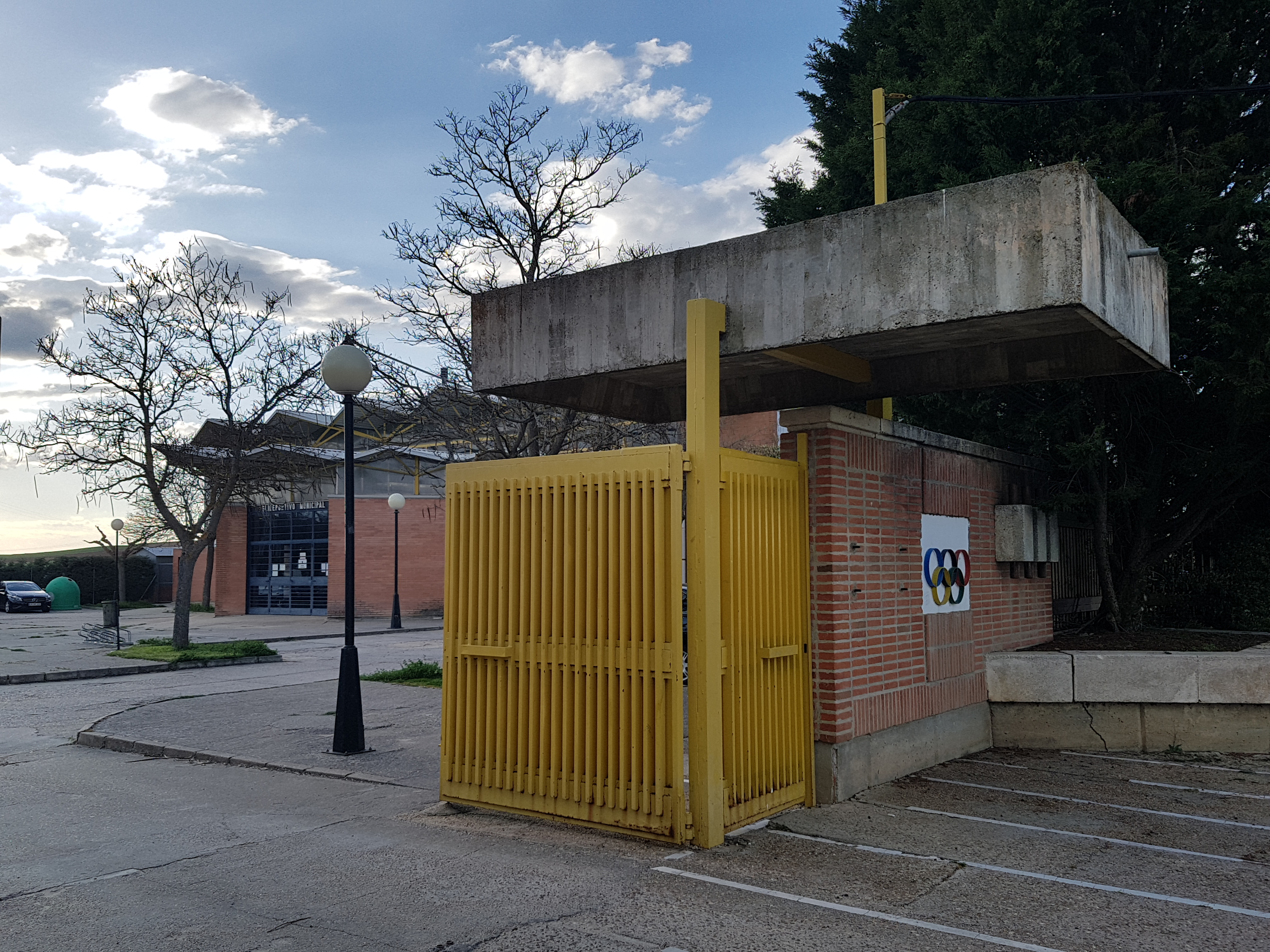
Centro deportivo de la ciudad de Nava del Rey

- Convento de los Sagrados Corazones de Jesús y María. MM. Capuchinas.
- Ermita de Ntra. Sra. de la Concepción.
- Ermita de la Vera Cruz.
- Humilladero de Ntra. Sra. de la Soledad.
- Pozo de la Nieve.
- Antiguo convento de San Agustín [Redentoristas y Mercedarios].
- Antiguo Convento de Franciscanas Terciarias.
- Hospital de San Miguel.
- Ayuntamiento.
- Casas blasonadas.
- Bodegas subterráneas.
- Estación de Nava del Rey (1863).
- Ruinas del castillo de Torrejón de la Nava.

## Cultura

### Semana Santa
Cuenta con la participación de 7 cofradías y 12 pasos penitenciales
- Domingo de Ramos: Procesión de la bendición de ramos y palmas.
- Martes Santo: Procesión de la Vera Cruz
- Miércoles Santo: Procesión del Encuentro.
- Jueves Santo: Pregón a caballo, Procesión de La Misericordia.
- Viernes Santo: Viacrucis penitencial, ritual 'Lavatorio, crucifixión y descendimiento' y Procesión General.
- Sábado Santo: Traslado Procesional de Ntra. Señora La Virgen de la Soledad.
- Domingo de Resurrección: Procesión del Encuentro.

### Los Novillos
Tradicionalmente se celebran en septiembre, en torno a la festividad del 8 de septiembre (Natividad de la Virgen). Durante los últimos 60 años, la fecha de inicio de las fiestas mayoritariamente ha sido el día 6, y la finalización de las mismas ha sido el día 10 de septiembre
Son las fiestas mayores de la ciudad, en las que se suceden los festejos taurinos: encierros, capeas, destacando por encima del resto el espectáculo de la capea de la noche del día 8 de septiembre, con la típica fuente de vino ubicada en el medio de la Plaza de Toros.
Además, los conciertos y la participación de las peñas convierten estos días en especiales para sus habitantes.

### Virgen de los Pegotes
Bajada y Subida de Ntra. Sra. de la Concepción.

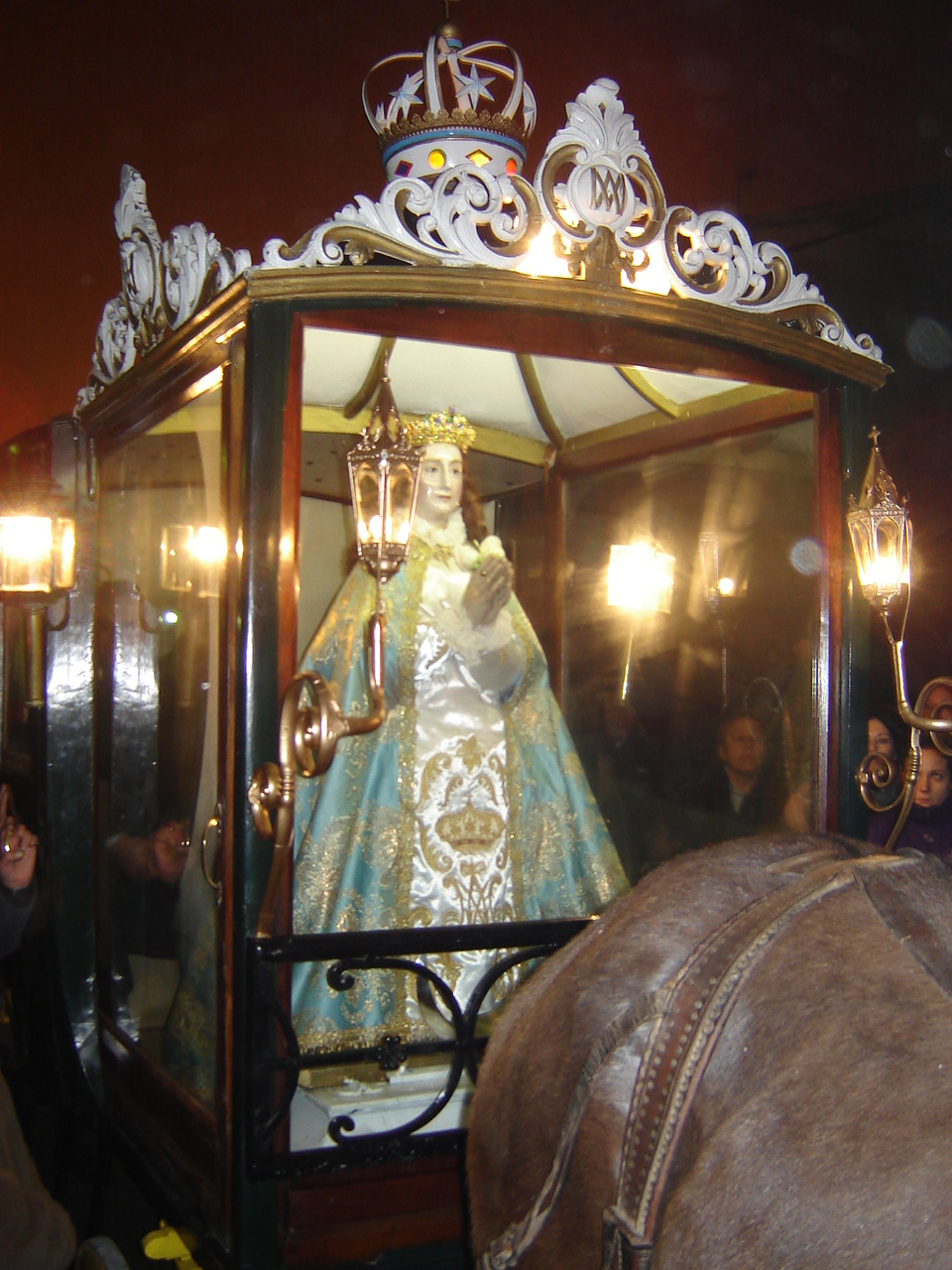
La Patrona de Nava en su carruaje (Virgen de los Pegotes).

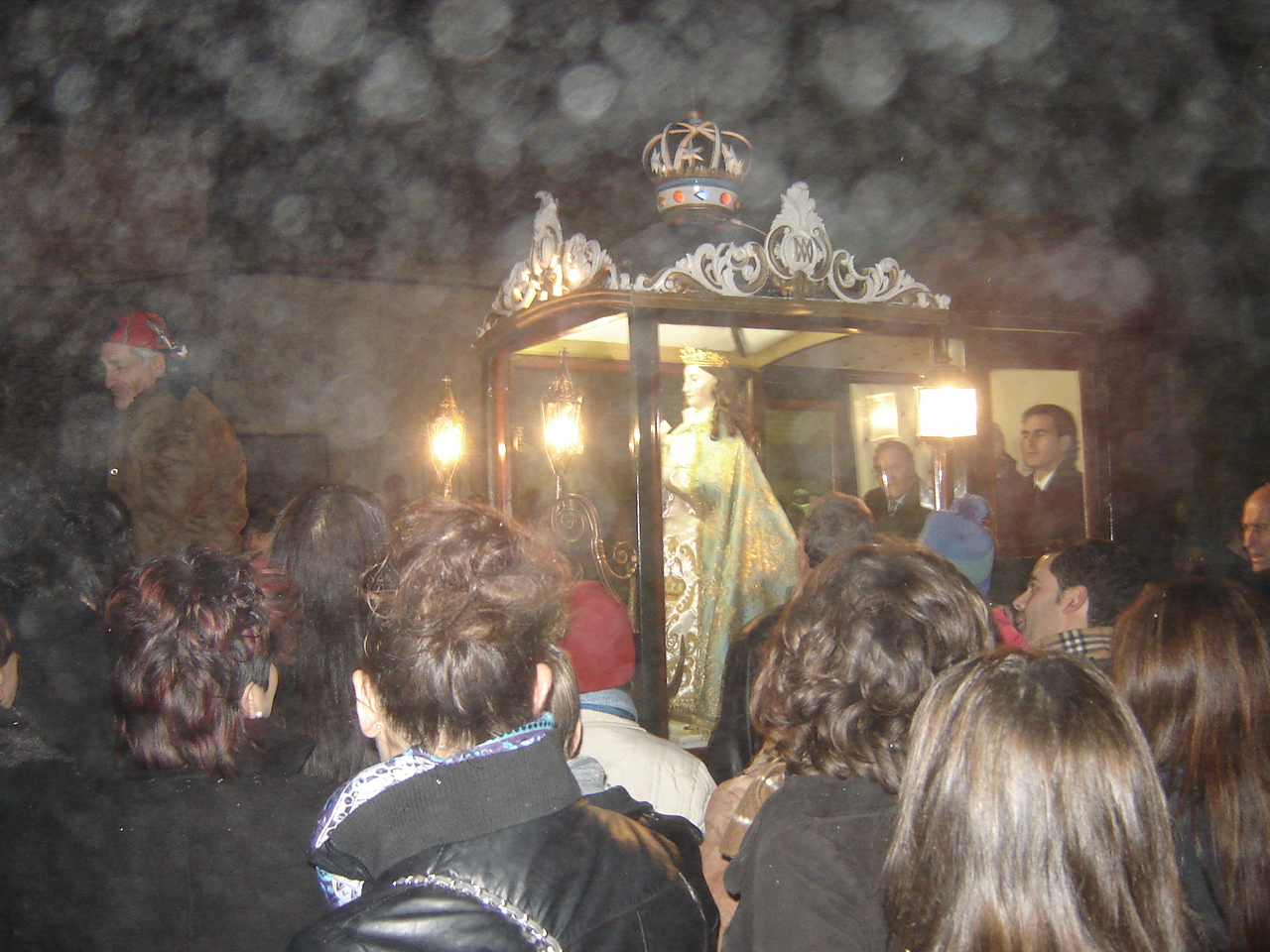
La Virgen y sus acompañantes.

Bajada: 30 de noviembre. Subida: 8 de diciembre.
Se celebran dos procesiones nocturnas. El día 30 de nov. la Virgen baja desde la ermita de Ntra. Sra. de la Concepción hasta la parroquia, donde se celebrará un novenario. El día 8 de dic. la imagen regresa a la ermita. En ambas procesiones, la Virgen va dentro de un coche de caballos tirado por mulas y las calles se encuentran iluminadas por hogueras y pegotes (especie de antorcha), que da nombre a la fiesta.
La celebración fue declarada honoríficamente Fiesta de Interés Turístico Regional de Castilla y León (BOCyL. 08/08/2008) y  de Interés Nacional (BOE. 24/10/2018).

### Feria de los Oficios y Mercado Castellano
En primavera se celebra un mercado y feria cultural que recoge algunos de los antiguos oficios como el pastoreo y la ganadería, la barbería y la herrería, además de la gastronomía tradicional, las escuelas tradicionales y otras prácticas perdidas. 

## Mapas

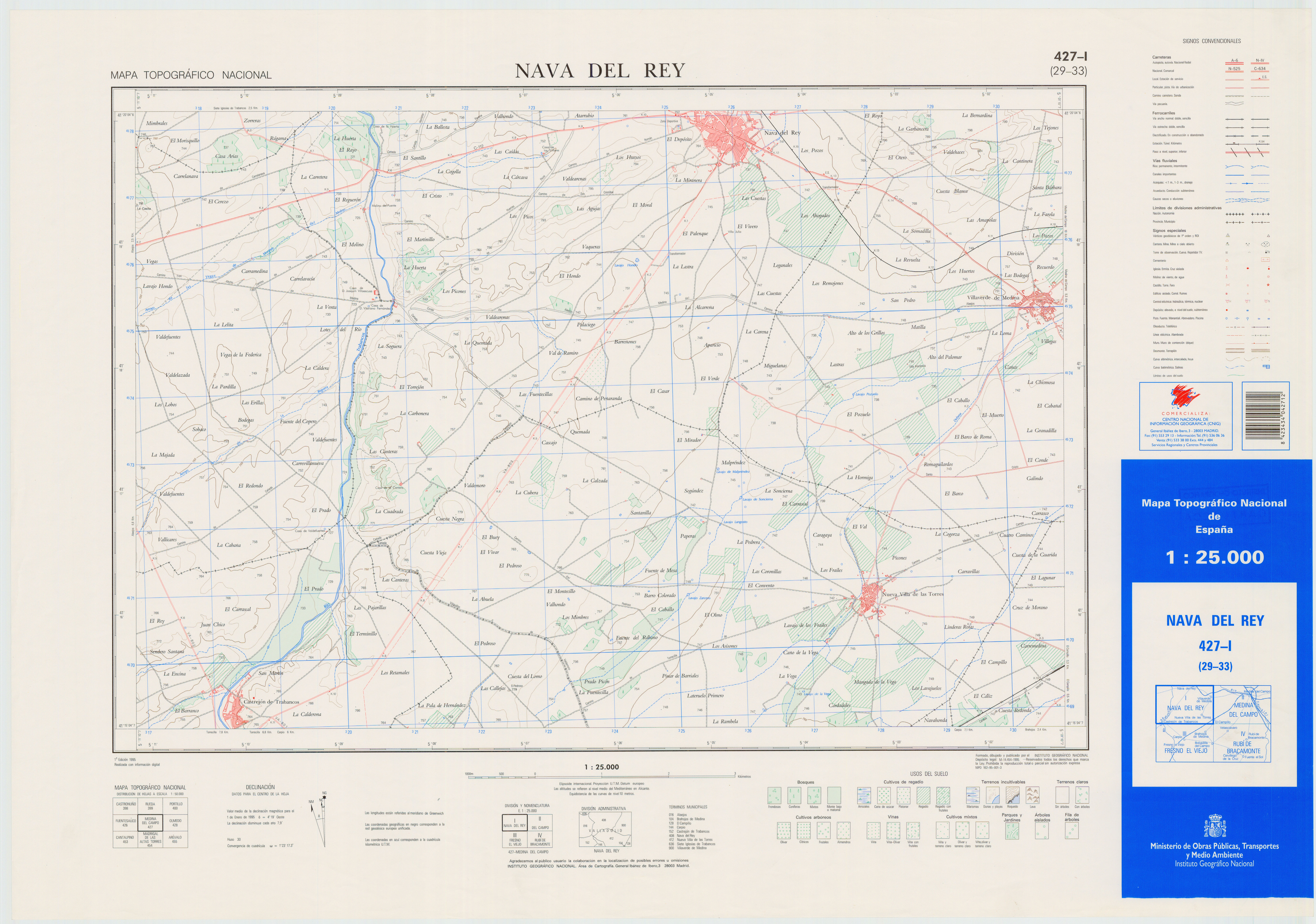
Mapa Topográfico del año 1995
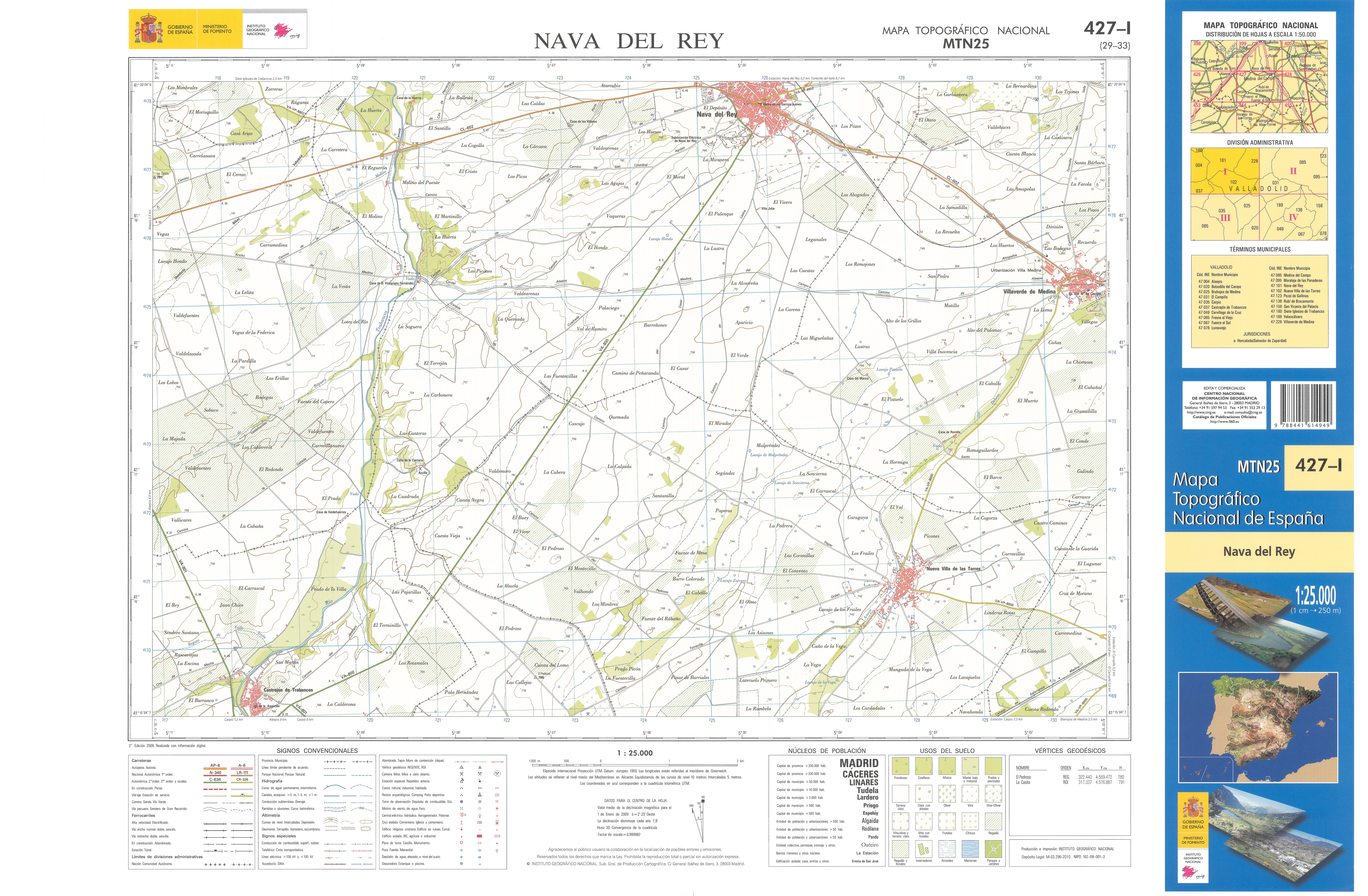
Mapa Topográfico del año 2009